# راینهارت دوزی

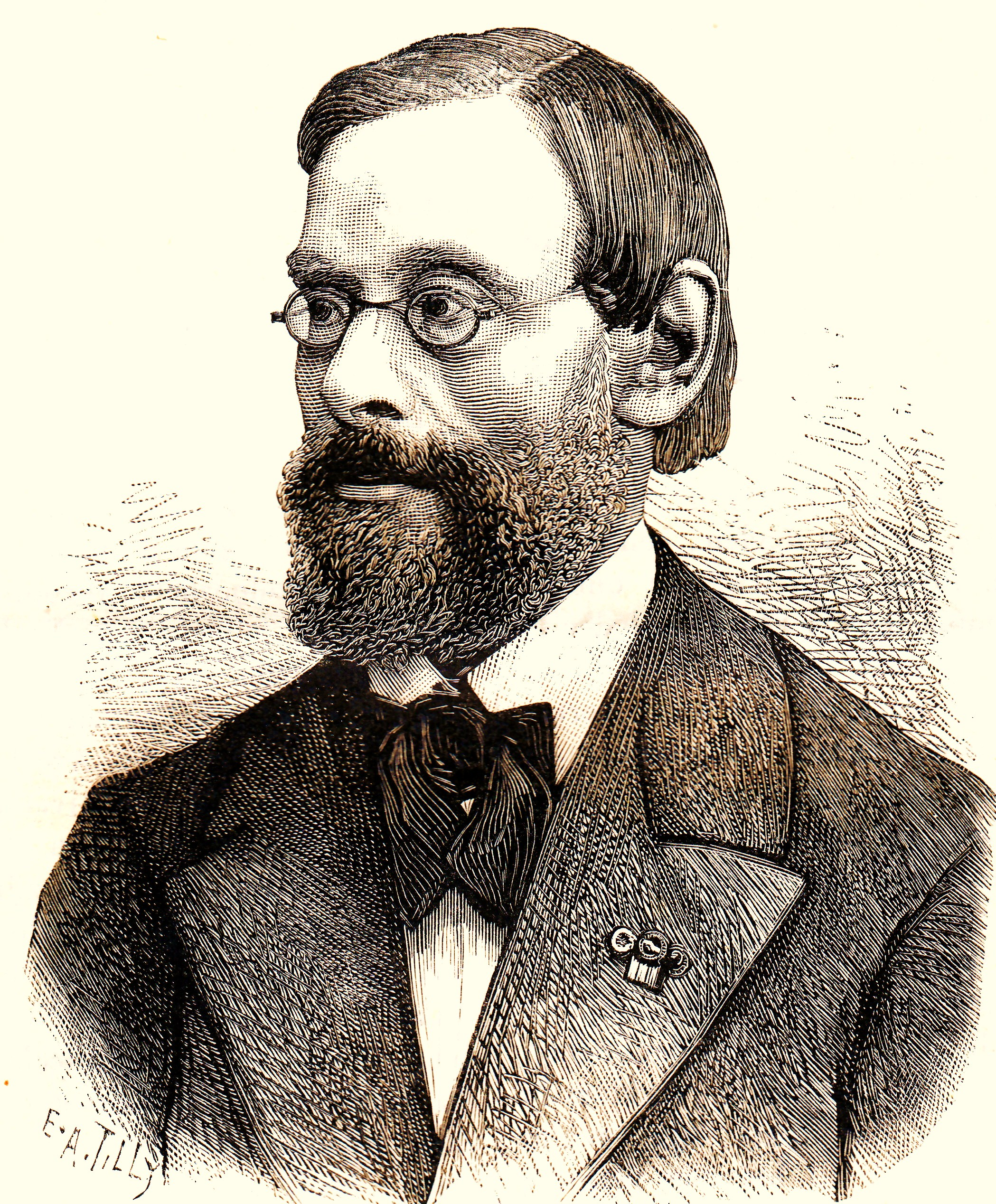
راینهارت دوزی

راینهارت پیتر آنه دوزی یا دُزی (به هلندی: Reinhart Pieter Anne Dozy) (زادهٔ ۲۱ فوریهٔ ۱۸۲۰ در لَیدن، هلند – درگذشتهٔ ۲۹ آوریل ۱۸۸۳ در اسکندریه، مصر) خاورشناس نامیِ هلندی بود. تمرکز پژوهش‌های دوزی بر زبان و عرب بود. دوزی به زبان‌های آلمانی، فرانسوی، انگلیسی و عربی تسلط داشت.
کارنامه
دوزی‌تبار فرانسویان پروتستان داشت. نیاکانش به دلیل درگیری‌های مذهبی به هلند کوچیده‌بودند و در همان سامان ماندگار گشتند. وی در لَیدن زاده شد. در دانشگاه لَیدن به آموختن پرداخت و در ۱۸۴۴ مدرک دکتری دریافت کرد و از ۱۸۵۷ به‌طور رسمی استاد تاریخ آن دانشگاه گردید. به دلیل دلبستگی‌ای که به ادبیات شرقی، تاریخ و نیز زبان عربی یافته بود، ترجمه‌های چندی دربارهٔ تاریخ عرب و تاریخ آفریقا و ادبیات عرب به انجام رساند. همین آثار بود که وی را در جایگاه یک پژوهندهٔ توانا نامور ساخت.
مهم‌ترین اثر او تا آن زمان، تاریخ مسلمانان

## تولد
در ۲۱ فوریه ۱۸۲۰ در شهر لیدن به دنیا آمد.

## دوران تحصیل
در سال ۱۸۳۷ وارد دانشگاه لیدن گردید از ابتدا در زبان‌ها و ادبیات نوین برتری نمایانی نسبت به همکلاسی‌هایش پیدا کرد. زبان فرانسوی، انگلیسی، آلمانی و ایتالیایی را به خوبی آموخت. همچنین به مطالعه ادبیات آلمانی در قرون وسطی پرداخت و منظومه حماسی نیبلونگن[۱] را که به مثابه (ایلیاد) آلمان است مورد مطالعه قرار داد.
او پیش از ورود به دانشگاه نزد مدیر یک دبیرستان با زبان عربی آشنا شده بود با ورود به دانشگاه مطالعات خود را در زبان عربی نزد وایرز[۲] پی گرفت. همچنین نزد وایرز که هم‌زمان با کار استادی، مدیر بخش نسخه‌های خطی عربی در کتابخانه لیدن نیز بود با زبانهای عبری، کلدانی و سریانی هم آشناشد.
در تاریخ ۱۶ دسامبر سال ۱۸۴۱ (مرکز مطالعات سلطنتی هلند) برای نگارش بهترین مقاله دربارهٔ لباس‌های عربی زنانه و مردانه در ادوار و در کشورهای مختلف مسابقه ای عمومی ترتیب داد. دوزی که هنوز دانشجوی دانشگاه لیدن بود در این مسابقه شرکت کرد و با اینکه این مسابقه همگانی بود و داوطلبان می‌توانستند از کشورهای مختلف اروپا در آن شرکت کنند، در ۲۰ نوامبر ۱۸۴۳ جایزه این مسابقه به دوزی تعلق گرفت. دو سال بعد در ۱۸۴۵ این مقاله تبدیل کتاب و با عنوان فرهنگ مفصل اسامی لباس های عربی در آمستردام منتشر شد. دوزی آن را به زبان فرانسه که زبان اول او در نوشتن تحقیقات و تالیفاتش بود، نوشت.
همزمان استادش وایرز برای رساله دکتری دوزی موضوع تاریخ بنی عباد [۳] در نوشته‌های نویسندگان عرب را پیشنهاد کرد و بدین ترتیب دوزی دکترای ادبیات خود را با رساله ای در همین موضوع در اول مارس ۱۸۴۴ اخذ کرد.
بعد از آن به ترجمه نسخه خطی از تاریخ بنی زیان در تلمسان پرداخت و توضیحاتی برای آن افزود و ترجمه را همراه با این توضیحات در یکی از شماره‌های مجله آسیایی (JA) منتشر شد.
در تابستان ۱۸۴۴ به همراه همسرش به آلمان سفر کرد به شهر گوتا رفت که دارای کتابخانه غنی از نسخه‌های خطی عربی بود. در این کتابخانه به جلد سوم از کتاب الذخیره فی اخبار الجزیره دست پیدا کرد و به تصحیح این کتاب پرداخت. وی همچنین از لایپزیک بازدید کرد و در آنجا با خاورشناس و زبان‌شناس بزرگ آلمانی فلایشر آشنا شد. سال بعد یعنی ۱۸۴۵ سفری به انگلستان داشت تا قسمت‌هایی از جلد دوم از الذخیره را که در آکسفورد موجود بود و برای او اهمیت داشت استنساخ کند. (این قسمت مربوط به بنی عباد بود) در همان زمان صفحات دیگری از نسخه‌های خطی عربی را که در آکسفورد و لندن وجود داشت را تصحیح و همچنین اطلاعات ارزشمندی دربارهٔ برخی نسخه‌های خطی هلندی متعلق به قرون وسطی که در هلند ناشناخته بود به دست آورد. حاصل این سفر علمی در نشریات اتحادیه پیشبرد ادبیات هلند سال ۱۸۴۵ به چاپ رسید.

## آثار
در سال ۱۸۴۶ جلد نخست از کتاب خود را با عنوان تاریخ بنی عباد به نقل از نویسندگان عرب منتشر[4]کرد. جلد دوم این کتاب در سال ۱۸۵۲ و جلد سوم که در آن به تصحیح و تکمیل دو جلد قبل پرداخته بود در سال ۱۸۶۳ به انتشار درآمد. این کتاب سه جلدی هنوز گسترده‌ترین کاری است که در زمینه تاریخ بنی عباد انجام شده‌است.
در دسامبر سال ۱۸۴۵ با پیشنهاد طرحی برای تحقیق نسخه‌های عربی او دست به کار شد و نخستین کتابی را با عنوان شرحی تاریخی بر قصیده ابن عبدون اثر ابن بدرون منتشر کرد. این نخستین تحقیقی بود که دربارهٔ شرح ابن بدرون از قصیده ابن عبدون به چاپ می‌رسید. دوزی در این چاپ مقدمه‌ای مفصل، تعلیقات و یادداشت‌های فراوان، فرهنگ واژگان و فهرستی را نیز به کتاب افزود. به دنبال آن کتابی را با عنوان یادداشت‌هایی دربارهٔ برخی نسخه‌های خطی عربی به انتشار درآورد در این کتاب خلاصه را از برخی فصول الحله السیرا ابن ابّار دربارهٔ تاریخ سیاسی- ادبی مسلمانان آورده‌است. پس از این کتاب، تاریخ موحدین را از کتاب المعجب فی تلخیص اخبار المغرب اثر عبدالواحد مراکشی تصحیح و بعد هم منتشر کرد.
ویژگی کتاب تاریخ مسلمانان در اسپانیا
وی به تفصیل دربارهٔ اخلاق و رسوم مردم به سخن می‌پردازد. او بر این باور بود که برای فهم تاریخ مسلمانان در اسپانیا لازم است که ویژگی‌های قبایل عرب در صدر اسلام و عصر امویان که زمان فتح اسپانیا است توجه کرد؛ زیرا که باید همین ویژگی‌ها را در مهاجرینی که با فتح اسپانیا راهی این سرزمین شده‌اند جستجو کرد.
از این رو می‌بینیم دوزی عنوان فرعی جلد اول کتاب خود را جنگ‌های داخلی قرارداد است و در آن به اظهار نظر دربارهٔ ویژگی‌های عرب، پیدایش اسلام و درگیری‌های پس از رحلت پیامبر صلی الله علیه السلام که به نظر وی تا زمان فتح اسپانیا و درمیان مهاجرین نیز ادامه یافته، پرداخته‌است.
عنوان جلد دوم مسیحیان و مرتدین است در این جلد دوزی از اسپانیا در عهد رومی‌ها و گت‌های غربی و سپس از فتح اسپانیا به دست طارق بن زیاد و موسی بن نصیر در سال ۷۱۱ سخن گفته‌است. و حوادث مربوط به فتح اندلس را بر اساس ترتیب تاریخی پی گرفته‌است.
جلد سوم به عصر خلافت در اسپانیا که با عبدالرحمان داخل، بنیانگذار دولت امویان، آغاز می‌شود اختصاص داده شده‌است سپس به زمامداری عبدالرحمان سوم و حکم پرداخته‌است. فصلی هم دربارهٔ منصور بن ابی عامر نوشت.
جلد چهارم با عنوان زمام داران کوچک با مرگ هشام سوم در ۴۲۷ ه‍.ق که شروع تباهی سلطهٔ امویان و برقراری نظام ملوک الطوایفی در اسپانیاست آغاز می‌شود. حوادث جلد چهارم با روی کار آمدن مرابطین یا فاتحین اسپانیا پایان می‌پذیرد.
این کتاب در سال ۱۹۳۲ توسط لوی پروانسال بازنگری و تجدید چاپ شد که یکی از مشهورترین آثار خاورشناسان در زمینه تاریخ اسپانیا است.
فرهنگ نامه
دوزی در سال ۱۸۶۷ فهرست تفصیلی واژگان هلندی برگرفته از زبانهای عربی، عبری، کلدانی، فارسی و ترکی را منتشر کرد.
در ۱۸۶۹ کتاب دیگری را با عنوان فرهنگ واژگان اسپانیولی و پرتغالی برگرفته از زبان عربی در لیدن به انتشار درآورد.
دوزی مجموع یادداشت‌ها و توضیحات زبان‌شناسی خود را به ویژه در خصوص لهجه‌های محلی عربی در اسپانیا و شمال آفریقا برای تکمیل کتابهای فرهنگ عربی منتشر می‌کند. بدین ترتیب جلد دوم این کتاب معروف خود را به عنوان مکمل یا پیوست تکمیلی فرهنگ عربی در دو جلد منتشر کرد.
فرهنگ به ویژه در فهم متون تاریخی - جغرافیایی نویسندگان اندلس و مغرب بسیار سودمند است
دوزی همزمان مقالاتی را نیز به نگارش درآورد که عبارتند از:
(نوشته‌هایی دربارهٔ برخی کلمات عربی) در مجله آسیایی در سال ۱۸۴۷ به چاپ رسید.
(سه مقاله بلند دربارهٔ ادبیات اسپانیایی در قرون وسطی) در GIDSبه چاپ رسید.
(بررسی مقاله شارل فرانسوا دفرمری) دربارهٔ اسراء الامراء در ۱۸۴۷ در مجله آسیایی به چاپ رسید.
او برای اولین بار به تحقیق و تصحیح متن کتاب البیان المغرب فی الاختصار اخبار الاندلس اثر ابن عذار مراکشی پرداخت و آن را با مقدمه‌ای در ۱۱۹ صفحه و فرهنگ واژگان در ۴ صفحه به همراه یادداشت‌هایی منتشرکرد. متن عربی کتاب نیز در ۶۴۹ صفحه به چاپ رسید.
پژوهش‌هایی در تاریخ سیاسی- ادبی اسپانیا در قرون وسطی ۱۸۴۹ عنوان کتاب دیگری از دوزی است.
گزارش وی در این کتاب بسیاری از اشتباهات نویسندگان اروپایی را در خصوص تاریخ مسلمانان در اسپانیا مورد بازنگری قرار داده‌است.

## سمت‌ها
در سال ۱۸۴۶ به سمت معاونت نسخه‌های خطی عربی کتابخانه لیدن منصوب شده بود در آنجا به کار فهرست برداری ازنسخه‌های خطی مشغول شد. بدین ترتیب در سال ۱۸۵۱ جلد یک و دو این فهرست با عنوان فهرست نسخه‌های خطی شرقی در کتابخانه دانشگاه لیدن از سوی انتشارات بریل منتشر شد.

## مسئولیت‌های دانشگاهی
در سال ۱۸۵۰ به سمت استادی کرسی تاریخ عمومی منصوب شد.
دوزی از این سال به مدت۱۰ سال به کار تألیف کتاب اصلی خود تاریخ مسلمانان در اسپانیا مشغول بود. در این راه به بسیاری از مخطوطات قابل دسترس در اروپا دربارهٔ تاریخ مسلمانان در اسپانیا مراجعه کرد. سرانجام این کتاب که فاصلهٔ زمانی ما بین فتح اندلس تا روی کار آمدن مرابطین از (۷۱۱–۱۱۱۰) دربرمی‌گیرد در سال ۱۸۶۱ چهار جلد منتشر کرد.

## درگذشت
دوزی در سال ۱۸۸۳ در لیدن درگذشت.
[1] Nibelungen
[2] Weijers
[۳] امیران اندلس
[۴] انتشارات بریل